# Драгово
Драгово (болг. Драгово) — село в Бургасской области Болгарии. Входит в состав общины Карнобат. Находится примерно в 10 км к востоку от центра города Карнобат и примерно в 34 км к северо-западу от центра города Бургас. По данным переписи населения 2011 года, в селе  проживало 242 человека.

## Население
| Год     | 1934 | 1946 | 1956 | 1965 | 1975 | 1985 | 1992 | 2001 | 2011 |
| ------- | ---- | ---- | ---- | ---- | ---- | ---- | ---- | ---- | ---- |
| Жителей | 427  | 413  | 258  | 317  | 330  | 308  | 281  | 268  | 242  |

| Национальность | Человек | Процент |
| -------------- | ------- | ------- |
| турки          | 13      | 61,9%   |
| Всего ответов  | 21      |         |

|  |